# Primera División 1923 (Costa Rica)
La Primera División costaricana del 1923, terza edizione della massima serie del campionato costaricano di calcio, fu vinta dal Cartaginés, al suo primo titolo.
Vi parteciparono sei squadre e l'Herediano si ritirò dal campionato.

## Avvenimenti
Il campionato del 1923 fu il primo ad essere vinto dal più antico club costaricano in attività, il Cartaginés. La squadra dominò il campionato vincendo otto incontri su dieci e perdendo solo uno di quelli con il La Libertad e uno di quelli con l'Alajuelense (quest'ultima perché non si presentò alla partita).
La partita d'esordio di questo campionato fu disputata tra il La Libertad e il Progreso (5-1 per i locali il risultato finale).
Dopo la partita disputata contro la Gimnástica Espaňola (che di fatto sarebbe stata la prima del campionato) l'Herediano, campione in carica, chiese il permesso alla federazione di ritirarsi, cosa che fu accordata con l'inserimento del Progreso.

## Classifica finale
|    | Classifica          | Pt | G  | V | N | P | GF | GS |
| -- | ------------------- | -- | -- | - | - | - | -- | -- |
| 1. | Cartaginés          | 16 | 10 | 8 | 0 | 2 | 29 | 10 |
| 2. | La Libertad         | 14 | 10 | 6 | 2 | 2 | 25 | 10 |
| 3. | Alajuelense         | 13 | 10 | 5 | 3 | 2 | 14 | 9  |
| 4. | Gimnástica Espaňola | 8  | 10 | 2 | 4 | 4 | 11 | 20 |
| 5. | Progreso            | 5  | 10 | 1 | 3 | 6 | 6  | 25 |
| 6. | La Unión            | 4  | 10 | 1 | 2 | 7 | 9  | 20 |

## Squadra campione
- Cartaginés - Campione della Costa Rica 1923

### Rosa
- Antonio Bianchini
- Abel Aguilar
- Jesús Arias
- Ricardo Campos
- Mario Carazo
- Abelardo Brenes
- Bernardo Ramírez
- Ovidio Cordero
- Lorenzo Arias
- Reinaldo Coto
- Ramón Aguilar
- José Cróceri
- Rafael Alvarado
- Mariano Monge